# 潘古纳
潘古纳（Panguna）是巴布亚新几内亚布干维尔岛东南部铜金矿产区的一个新兴城镇，约有3000人。

## 历史
潘古纳铜金矿是世界上最大的露天矿之一，投产于1972年，最多时雇佣着超过1万名员工，曾经是巴布亚新几内亚最重要的矿产基地。当时，巴布亚新几内亚年均GDP的40%都是由潘古纳的矿业所贡献的，由于巴布亚新几内亚中央政府、地方政府、开发公司、矿区土地主相互之间的矛盾不断激化。1988年，布干维尔民众开始诉诸武力，以此为导火索爆发了长达数年的布干维尔内战，潘古纳矿也于1989年5月15日关闭。在矿区关闭之前，其矿产主要出口至日本和德国。
近年来，重开潘古纳铜金矿的传闻不断传出，但由于各方利益交织，目前还没有关于重启铜金矿的准确消息。

## 交通
潘古纳有公路通向布干维尔岛各地，西南方可通往布卡，东面通向阿拉瓦和基埃塔港。